# Boštjan Cesar
Boštjan Cesar (Ljubliana, 9 de julho de 1985) é um treinador e ex-futebolista esloveno que atuava como zagueiro. Atualmente comanda o Maribor.  

## Carreira

### Inicio
Bostjan Cesar é esloveno, mas iniciou sua carreira no futebol croata, onde atuou por um período de cinco anos no Dinamo Zagreb, com dois empréstimos, para Croatia Sesveste e Olimpija Ljubljana, em 2005 foi vendido ao futebol francês, na equipe do Olympique de Marseille, sem grande espaço, atuou pouco por dois anos, e fora emprestado para o futebol inglês atuando no West Bromwich Albion, na temporada 2007-2008, ele marcou seu primeiro e único gol pelo Albion, em 2 de fevereiro de 2008, na vitória de 2 a 1 diante do Burnley. No retorno a Marselha, ficou até 2009, onde foi vendido ao Grenoble Foot 38, fazendo uma temporada completa.

### Chievo
Com a classificação da Seleção Eslovena de Futebol para a fase final da Copa do Mundo de 2010, em maio de 2010, o Chievo Verona, da Itália anunciou a compra de Cesar, e sua apresentação oficial foi no dia primeiro de julho de 2010. Em 31 de maio de 2011, ele assinou um novo contrato de permanência por mais dois anos no Chievo.

## Títulos

### Dinamo Zagreb
- Prva HNL: 2002–03
- Croatian Cup: 2001–02, 2003–04
- Croatian Supercup: 2002, 2003

### Olympique de Marseille
- UEFA Intertoto Cup: 2006

### West Bromwich Albion
- Football League Championship: 2007–08